# Kapliczka w Zakalinkach

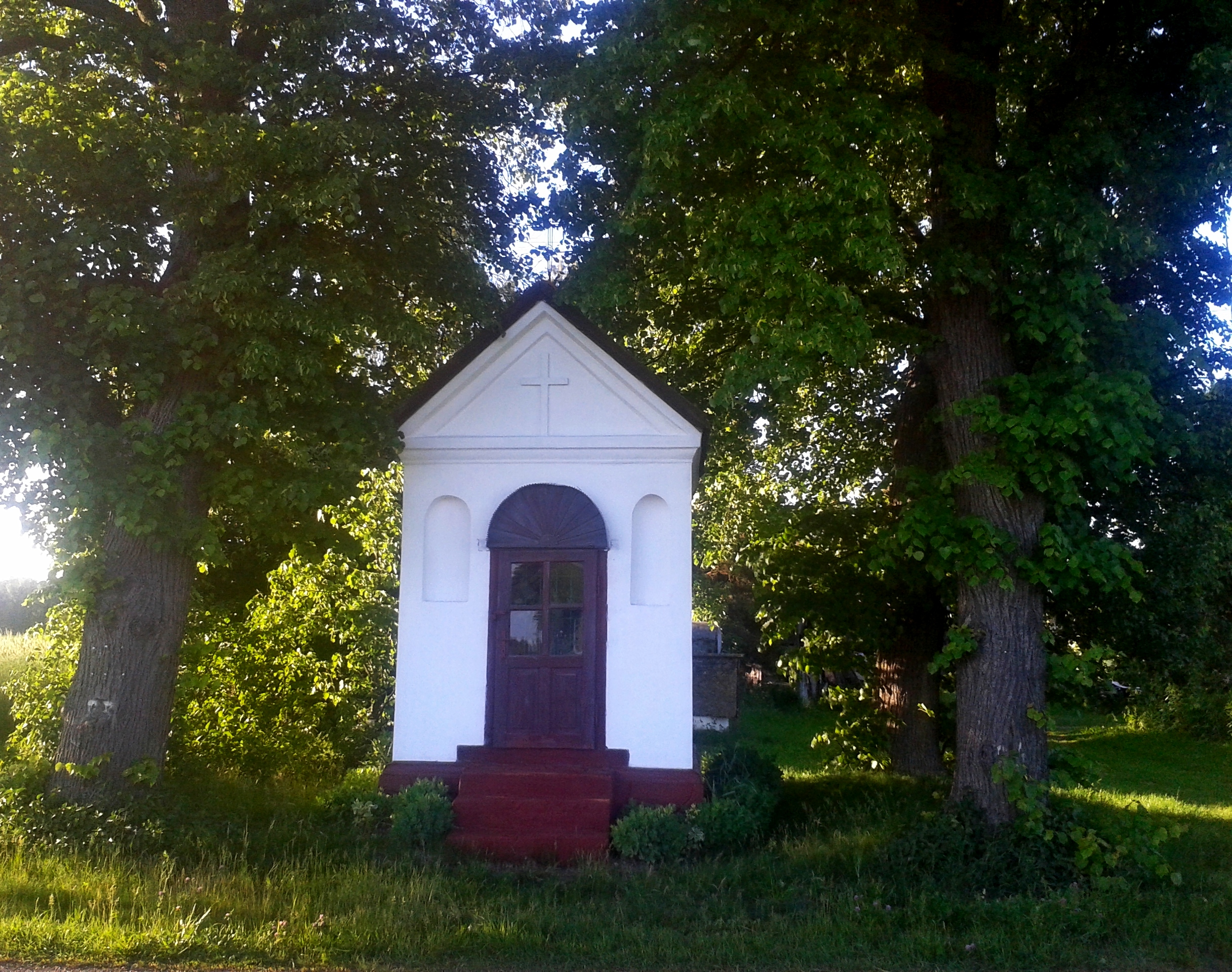

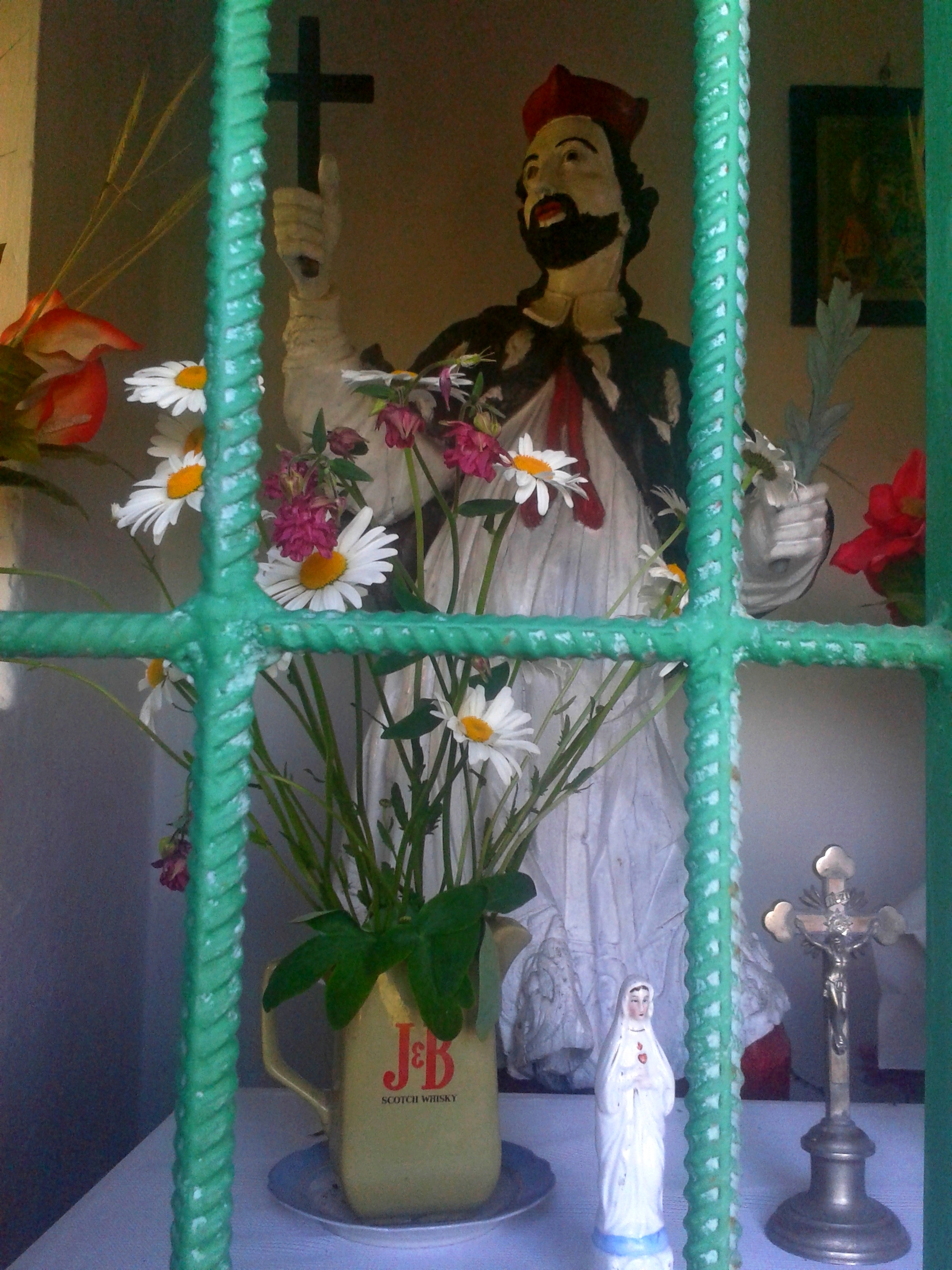
Rzeźba Jana Nepomucena

Kapliczka w Zakalinkach – zabytkowa XIX-wieczna kapliczka w Zakalinkach.
Kapliczka została wzniesiona w XIX w. przez miejscowego mieszkańca, Władysława Sawczuka, zaś w 1949 odnowiona. Jest to niska ceglana i tynkowana budowla na planie prostokąta, zwieńczona ogzymsowanym szczytem i sklepiona kolebką. Dach kapliczki jest dwuspadowy. Drzwi do kapliczki zamknięte są półkoliście. Po obydwu ich stronach znajdują się płyciny.
We wnętrzu kaplicy znajduje się rokokowa, polichromowana rzeźba św. Jana Nepomucena, datowana na rok 1745 i przemalowywana po tej dacie. Prawe ramię świętego oraz trzymany przez niego krzyż uzupełnił artysta ludowy z Serpelic, Tychmanowicz.